# Xã Clinton, Quận Putnam, Indiana
Xã Clinton (tiếng Anh: Clinton Township) là một xã thuộc quận Putnam, tiểu bang Indiana, Hoa Kỳ. Năm 2010, dân số của xã này là 1.275 người.